# Universidad Casa Grande
La Universidad Casa Grande, es una universidad privada situada en Guayaquil. Su lema es «aprender haciendo» y se caracteriza por su método de enseñanza basado en la experiencia y la innovación, que ha mantenido desde sus orígenes. En la actualidad se encuentra acreditada dentro del Sistema de Educación Superior, ubicándose en la categoría B, de acuerdo a la evaluación realizada por el Consejo de Evaluación, Acreditación y Aseguramiento de la Calidad de la Educación Superior (CASES)

## Historia
Se formó como una escuela de Comunicación Social, extensión de la Mónica Herrera de Santiago de Chile, en 1992, y siete años después amplió su oferta académica. Los graduados de la Mónica Herrera en Guayaquil empezaron a ocupar importantes plazas de trabajo y aquello atrajo la demanda. Fue entonces que en 1999 nació la Universidad Casa Grande con tres facultades: la de Comunicación Social, que conserva el mismo nombre; la de Ecología Humana, Educación y Desarrollo, y la de Administración y Ciencias Políticas.
Se creó oficialmente, previo informe favorable del CONUEP y de la Comisión de Educación del Congreso Nacional, mediante la Ley n.º 99-30 publicada en el Registro Oficial n.º 212 del 15 de junio de 1999.
De acuerdo al Artículo 34 del Estatuto de  la Universidad Casa Grande 2012, el Gobierno de la universidad será “ejercido por órganos colegiados y unipersonales, siendo el Consejo Universitario el máximo órgano colegiado académico de decisión y gobierno, y el Consejo Auspiciador, el órgano colegiado decidor de políticas administrativas, de sostenibilidad y vigilancia del cumplimiento de la visión y misión de la universidad”. El Estatuto también señala –en el mismo articulado- que las primeras autoridades de la UCG  serán  el  Rector  y  el  Vicerrector,  y  que  son  también autoridades  las  Direcciones    Generales  Académica, Administrativa  y  de  Responsabilidad  Social  y  Vinculación,  así  como  la  Secretaría General,  los  Decanos,  Subdecanos,  Directores  de  Área  u  otras  de  similar jerarquía.

## Facultades
- Facultad de Administración y Negocios
- Facultad de Arquitectura y Diseño
- Facultad de Artes
- Facultad de Ciencias Políticas y Derecho
- Facultad de Comunicación "Mónica Herrera"
- Facultad de Ecología Humana, Educación y Desarrollo[6][7]